# Erginoides
Erginoides is een geslacht van hooiwagens uit de familie Cosmetidae.
De wetenschappelijke naam Erginoides is voor het eerst geldig gepubliceerd door F.O.Pickard-Cambridge in 1904. 

## Soorten
Erginoides omvat de volgende 2 soorten:
- Erginoides punctatus
- Erginoides tarsalis